# هیروشی کویزومی
هیروشی کویزومی (انگلیسی: Hiroshi Koizumi؛ ۱۲ اوت ۱۹۲۶ – ۳۱ مهٔ ۲۰۱۵) هنرپیشه ژاپنی بود.
از فیلم‌هایی که وی در آن نقش داشته است، می‌توان به گودزیلا در برابر گودزیلای مکانیکی و هجوم دوباره گودزیلا اشاره کرد.